# Fabio Castillo
Fabio Castillo (* 20. Jahrhundert) ist ein kolumbianischer Investigativjournalist.

## Tätigkeit
Castillo leitete die kolumbianische Zeitung El Diario Alternativo. Seine Artikel in der Zeitung El Espectador trugen wesentlich zu den Strafverfahren gegen Pablo Escobar in Pasto, Cali und Medellín bei. Sein bekanntestes Werk ist das 1987 erschienene Los jinetes de la cocaína über das Medellín-Kartell.

## Schriften (Auswahl)
- Los jinetes de la cocaína. Bogotá: Editorial Documentos Periodísticos, 1987. ISBN 9789589515501 (Volltext)
- La coca nostra. Bogotá: Editorial Documentos Periodísticos, 1991. ISBN 9789589515525
- Los nuevos jinetes de la cocaína. Bogotá: Oveja Negra, 1996. OCLC 36811750